# Grausame Töchter
Grausame Töchter (pl: Okrutne córki) to zespół założony w 2009 roku, w ich muzyce występują elementy EBM, industrial, punk, muzyka filmowa czy techno. Niemieckojęzyczne teksty wokalistki  Aranei Peel często koncentrują się wokół zagadnień takich jak sadomasochizm i konflikty w relacjach międzyludzkich.

## Historia
Zespół powstał w 2009 roku w Hamburgu. Założycielami byli Aranea Peel (śpiew) i Gregor Hennig (perkusja, studio mix). Od 2010 roku zespół występuje również na żywo. Zawarte w choreografii występów elementy BDSM powodują, że na ich koncertach obowiązuje zazwyczaj ograniczenie wieku co oznacza, że wpuszczane są wyłącznie osoby pełnoletnie. Prócz podstawowego składu gościnnie często występują na scenie różne dodatkowe osoby, zazwyczaj płci żeńskiej. Biorą wtedy udział zarówno jako piosenkarki czy muzycy ale też jako prezenterzy performance.
19 marca 2016 zespół wystąpił w warszawskim klubie VooDoo jako główna gwiazda podczas specjalnej edycji imprezy Gothic Fetish Party.

## Dyskografia
- 2011: Mein Eigentliches Element (Scanner/Dark Dimensions)
- 2012: Alles für Dich (Scanner/Dark Dimensions)
- 2014: Glaube, Liebe, Hoffnung (Scanner/Dark Dimensions)
- 2016: Vagina Dentata (Scanner/Dark Dimensions)
- 2018: Engel im Rausch (Scanner/Dark Dimensions)[3]
- 2021: Zyklus (Scanner/Dark Dimensions), limitowana wersja wraz z bonus CD: Aranea Peel singt klassische deutsche Chansons[4]
- 2023: BDSM for satisfaction (Scanner / Dark Dimensions)

## Projekty poboczne

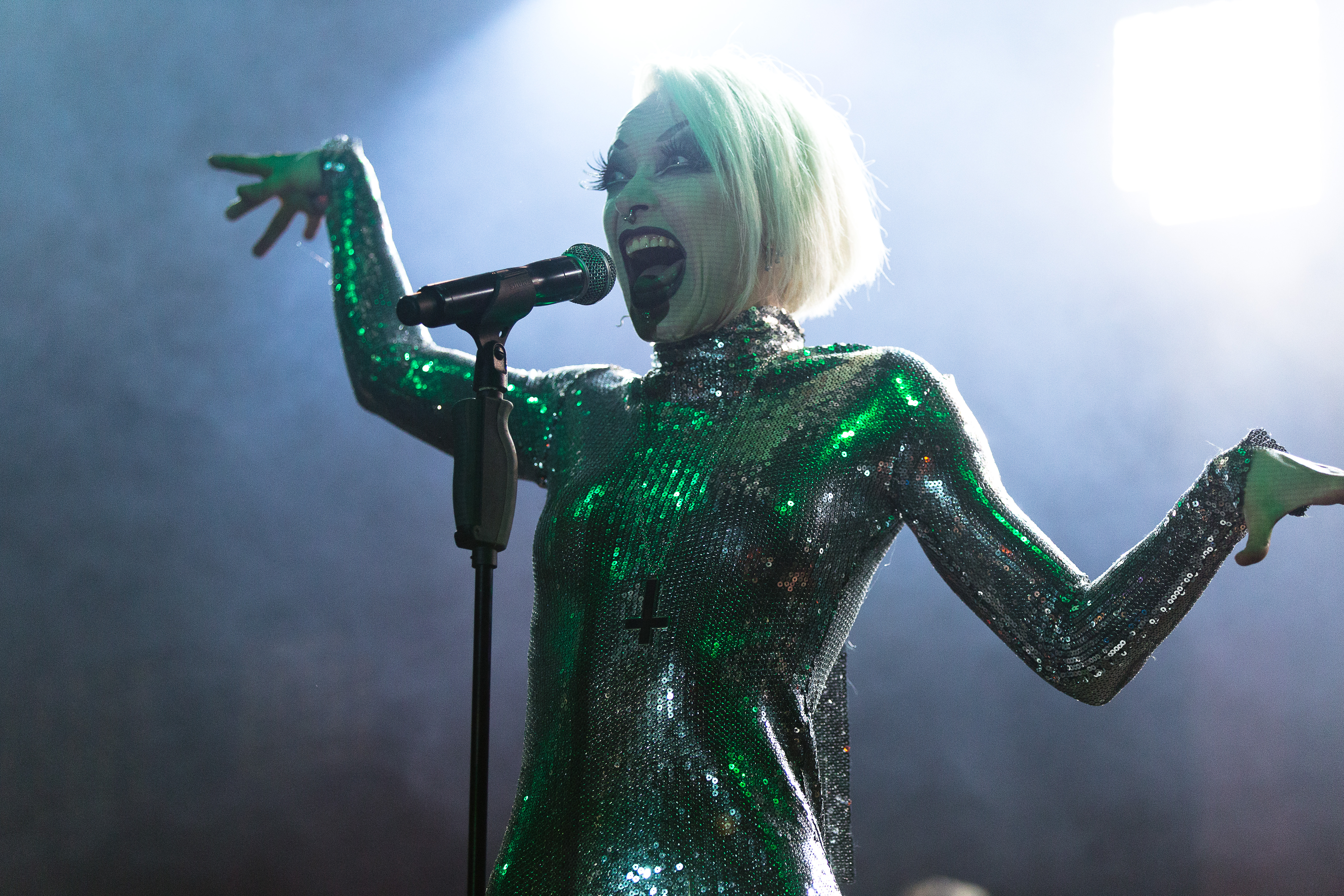
Aranea Peel z Grausame Töchter podczas 25. Wave-Gotik-Treffen 2016.

Oprócz występów w Grausame Töchter, Aranea Peel występuje również z orkiestrami muzycznymi wykonując utwory z gatunku Chanson. W tym projekcie, ale i podczas regularnych koncertów Grausame Töchter, bierze udział m.in. znany trębacz Michael Gross z Berliner Ensemble.